# Dajan-Aszur
Dajan-Aszur (akad. Daiān-Aššur, w transliteracji z pisma klinowego zapisywane zazwyczaj mDI.KUD-aš-šur, tłum. „Aszur jest sędzią”) – wysoki dostojnik pełniący urząd turtānu („naczelnego dowódcy wojsk”) za rządów asyryjskiego króla Salmanasara III (858-824 p.n.e.); z asyryjskich list i kronik eponimów wiadomo, iż dwukrotnie, w 853 i 826 r. p.n.e., sprawował on również urząd limmu (eponima).
Roczniki Salmanasara III we fragmencie opisującym wydarzenia z ostatnich lat panowania tego władcy podają, że w okresie pomiędzy 832 a 828 r. p.n.e. kilka ważnych asyryjskich wypraw wojennych prowadzonych było nie przez króla, ale przez jego naczelnego dowódcę wojsk o imieniu Dajan-Aszur. I tak w 27 roku swego panowania (832 r. p.n.e.) Salmanasar III rozkazał Dajan-Aszurowi poprowadzić asyryjskie wojska przeciw Urartu, co zakończyło się pokonaniem tamtejszego króla Sarduri I. Rok później (831 r. p.n.e.) Salmanasar III wysłał Dajan-Aszura z armią do królestwa Patinu, którego zbuntowany król Surri został pokonany. W 829 r. p.n.e. Dajan-Aszur na rozkaz Salmanasara III wyruszył w kierunku północno-wschodnim przeciw krainom Manna i Parsua, zbierając jednocześnie trybut od szeregu tamtejszych królów. W kolejnym roku (828 r. p.n.e.) celami wyprawy wojennej Dajan-Aszura stały się Musasir, Urartu, Parsua i Namri, a Hubuszkia, Gilzanu i Manna zmuszone zostały do zapłacenia trybutu.
Wskazanie w rocznikach Salmanasara III na Dajan-Aszura jako na prowadzącego armię na wyprawy wojenne jest czymś niezwykłym, gdyż zazwyczaj asyryjskie inskrypcje królewskie redagowano w ten sposób, aby zasugerować, że to sam król dowodził armią asyryjską w boju. Przypisanie tej roli Dajan-Aszurowi zdaje się wskazywać, iż na dworze podeszłego już wiekiem Salmanasara III zajmować on musiał bardzo ważną pozycję. Niektórzy uczeni sugerują nawet, iż to właśnie ta wysoka pozycja Dajan-Aszura stała się jednym z powodów wybuchu wielkiej rebelii księcia Aszur-da’’in-apla przeciw swemu ojcu Salmanasarowi III.